# Estigmena
Estigmena es un género de escarabajos  de la familia Chrysomelidae. En 1840 Hope describió el género. Contiene las siguientes especies:
- Estigmena chinensis Hope, 1840
- Estigmena cribricollis Waterhouse, 1881
- Estigmena dohertyi Uhmann, 1951
- Estigmena mannaensis Uhmann, 1930
- Estigmena terminalis Baly, 1869